# Белгија на Светском првенству у атлетици у дворани 2018.
Белгија је на 17. Светском првенству у атлетици у дворани 2018. одржаном у Бирмингему од 1. до 4. марта учествовала седамнаести пут, односно учествовала је на свим првенствима до данас. Репрезентацију Белгије представљало је 5 такмичара (4 мушкарца и 1 жена) који су се такмичили у 2 дисциплине (1 мушка и 1 женска).,
На овом првенству Белгија је по броју освојених медаља делила 24. место са 1 бронзаном медаљом.
У табели успешности према броју и пласману такмичара који су учествовали у финалним такмичењима (првих 8 такмичара) Белгија је са 4 учесника (штафета) у финалу делила 34. место са 6 бодова.
| Плас. | Земља   | 1. место | 2. место | 3. место | 4. место | 5. место | 6. место | 7. место | 8. место | Бр. финал. | Бод. |
| ----- | ------- | -------- | -------- | -------- | -------- | -------- | -------- | -------- | -------- | ---------- | ---- |
| =34.  | Белгија | 0        | 0        | 1        | 0        | 0        | 0        | 0        | 0        | 1          | 6    |

## Учесници
| Мушкарци: - Дилан Борле — 4 х 400 м - Жонатан Борле — 4 х 400 м - Жонатан Сакор — 4 х 400 м - Кевин Борле — 4 х 400 м | Жене: - Елин Берингс — 60 м препоне |  |

## Освајачи медаља (1)

### бронза (1)
- Дилан Борле, Жонатан Борле, 
 Жонатан Сакор, Кевин Борле — 4 х 400 м

## Резултати

### Мушкарци
| Атлетичари    | Дисциплина | Лични рекорд | Квалификације   | Квалификације | Финале     | Финале | Детаљи |
| Атлетичари    | Дисциплина | Лични рекорд | Резултат        | Место         | Резултат   | Место  | Детаљи |
| ------------- | ---------- | ------------ | --------------- | ------------- | ---------- | ------ | ------ |
| Дилан Борле   | 4 х 400 м  | 3:02,87 НР   | 3:05,22 КВ, НРС | 1. у гр. 1    | 3:02,51 НР |        |        |
| Жонатан Борле | 4 х 400 м  | 3:02,87 НР   | 3:05,22 КВ, НРС | 1. у гр. 1    | 3:02,51 НР |        |        |
| Жонатан Сакор | 4 х 400 м  | 3:02,87 НР   | 3:05,22 КВ, НРС | 1. у гр. 1    | 3:02,51 НР |        |        |
| Кевин Борле   | 4 х 400 м  | 3:02,87 НР   | 3:05,22 КВ, НРС | 1. у гр. 1    | 3:02,51 НР |        |        |

### Жене
| Атлетичарка  | Дисциплина   | Лични рекорд | Квалификације  | Квалификације | Полуфинале | Полуфинале | Финале                | Финале       | Детаљи |
| Атлетичарка  | Дисциплина   | Лични рекорд | Резултат       | Место         | Резултат   | Место      | Резултат              | Место        | Детаљи |
| ------------ | ------------ | ------------ | -------------- | ------------- | ---------- | ---------- | --------------------- | ------------ | ------ |
| Елин Берингс | 60 м препоне | 7,92         | 8,20 (.195) КВ | 4. у гр. 2    | 8,14       | 6. у гр. 3 | Није се квалификовала | 16 / 36 (37) |        |